# 伯耆町型バス事業
伯耆町型バス事業（ほうきちょうがたバスじぎょう）とは、鳥取県西伯郡伯耆町で運行されているコミュニティバス。自家用自動車（白ナンバー）による有償運送である。運行は日ノ丸自動車・溝口タクシーに委託されている。

## 歴史
伯耆町では、日ノ丸自動車に委託して伯耆町内循環バス（事業用自動車（緑ナンバー）による運送）を運行していた。しかし、利用客の減少などを理由に2007年3月29日をもって運行終了となった。
同年4月2日からはその循環バスに代わり、日ノ丸自動車・溝口タクシーに委託して伯耆町型バス事業（自家用自動車（白ナンバー）による有償運送）として、スクールバス・デマンドバスの各方式による運行に変更された。

## 特徴
- スクールバスは予約不要（一般の利用も可能）。デマンドバスは事前に配車センターに電話予約が必要。
- 料金は、大人・高校生・中学生200円、小学生・障害者等・高齢者（70歳以上）100円。
  - ただし、スクールバスの場合、小学生・中学生は無料となる。
- 定期券
  - 大人：1箇月4,000円、2箇月7,500円、3箇月10,500円
  - 高校生：1箇月3,000円、2箇月5,500円、3箇月7,500円、4箇月9,000円
- 回数券
  - 1,000円券（100円券の11枚綴り）、2,000円券（200円券の11枚綴り）

## 路線
＜（バス停）/（バス停）＞は、どちらかを経由。

### スクールバス
- 八郷線
  - ゆうあいパル - 岸本駅前 - 伯耆町役場前 - 岸本 - 八郷入口 - 真野別れ - 丸山 - ガーデンプレイス - 小林 - 藍野
  - 岸本駅前 - 伯耆町役場前 - 大山パーキング入口 - 植田正治写真美術館前 - 須村下 - 下槙原 - 丸山 - ロイヤルホテル横
- 細見線
  - 岸本駅前 - 細見
- 分部線
  - 岸本駅前 - 伯耆町役場前 - みどり団地 - 分部
- 長者原線
  - 岸本駅前 - （ゆうあいパル） - スカイタウン入口 - 坂長 - 岩屋谷 - 長者原
- 林ヶ原線
  - 岸本駅前 - 三軒茶屋 - 林ヶ原
- 小野・小町線
  - 岸本駅前 - 小町 - 小野
- 二部線
  - 溝口下 - 溝口駅前 - 溝口分庁舎前 - 溝口小学校前 - 荘 - 佳住団地 - ＜浦部前/二部小学校前＞ - 二部上 - （福居上） - 二部上 - 上代
- 日光線
  - 溝口下 - 溝口駅前 - 溝口分庁舎前 - 溝口小学校前 - 宮原中 - 白水 - 大坂 - 栃原 - 日光小学校 - 籠原
- 金屋谷線
  - 溝口小学校前 - 溝口分庁舎前 - 溝口駅前 - 溝口下 - 溝口インター - 金屋谷 - 岩立上 - 添谷 - 富江
- アイノピア線
  - 溝口小学校前 - 溝口分庁舎前 - 溝口駅前 - 溝口下 - 上野公民館 - 大平原 - 溝口インター - アイノピア
- 根雨原線
  - 溝口下 - 溝口駅前 - 溝口分庁舎前 - 溝口小学校前 - 宮原中 - 大坂 - 根雨原下
- 日光小学校線
  - 日光小学校 - 栃原 - 大坂 - 富江 - 添谷

### デマンドバス
デマンドバスは、乗合バスが運行している区間（国道181号・国道183号・国道482号沿い）は運行しないことになっている。
- 循環線
  - 溝口駅前 - 溝口分庁舎前 - 溝口下 - 小野 - 小町 - こしきが丘団地西 - スカイタウン入口 - 坂長団地 - 坂長 - 岩屋谷 - 長者原 - ゆうあいパル - リバータウン入口 - 万代 - 岸本駅前 - 伯耆町役場前 - 岸本 - 八郷入口 - 真野別れ - 丸山 - ガーデンプレイス - 桝水高原入口 - 岩立上 - 金屋谷 - 溝口インター - 溝口下 - 溝口駅前 - 溝口分庁舎前
    - 右回り（→）と左回り（←）がある。
- 二部線
  - 溝口下 - 溝口駅前 - 溝口分庁舎前 - 溝口小学校前 - 荘 - 佳住団地 - ＜浦部前/二部小学校前＞ - 二部上 - 焼杉 - 福居上 - 須鎌下 - 福居上 - 焼杉 - 二部上 - 上代 - 福岡上
- 日光線
  - 溝口小学校前 - 溝口分庁舎前 - 溝口駅前 - 溝口下 - 上野公民館 - 大平原 - 溝口インター - 金屋谷 - 岩立上 - 添谷 - 富江 - 大坂 - 栃原 - 日光小学校 - 籠原 - 日光小学校 - 栃原 - 大坂 - 根雨原下 - 根雨原公民館 - 根雨原下 - 白水 - 宮原中 - 溝口小学校前 - 溝口分庁舎前 - 溝口駅前 - 溝口下
    - 右回り（→）と左回り（←）がある。

伯耆町型バス事業の車両
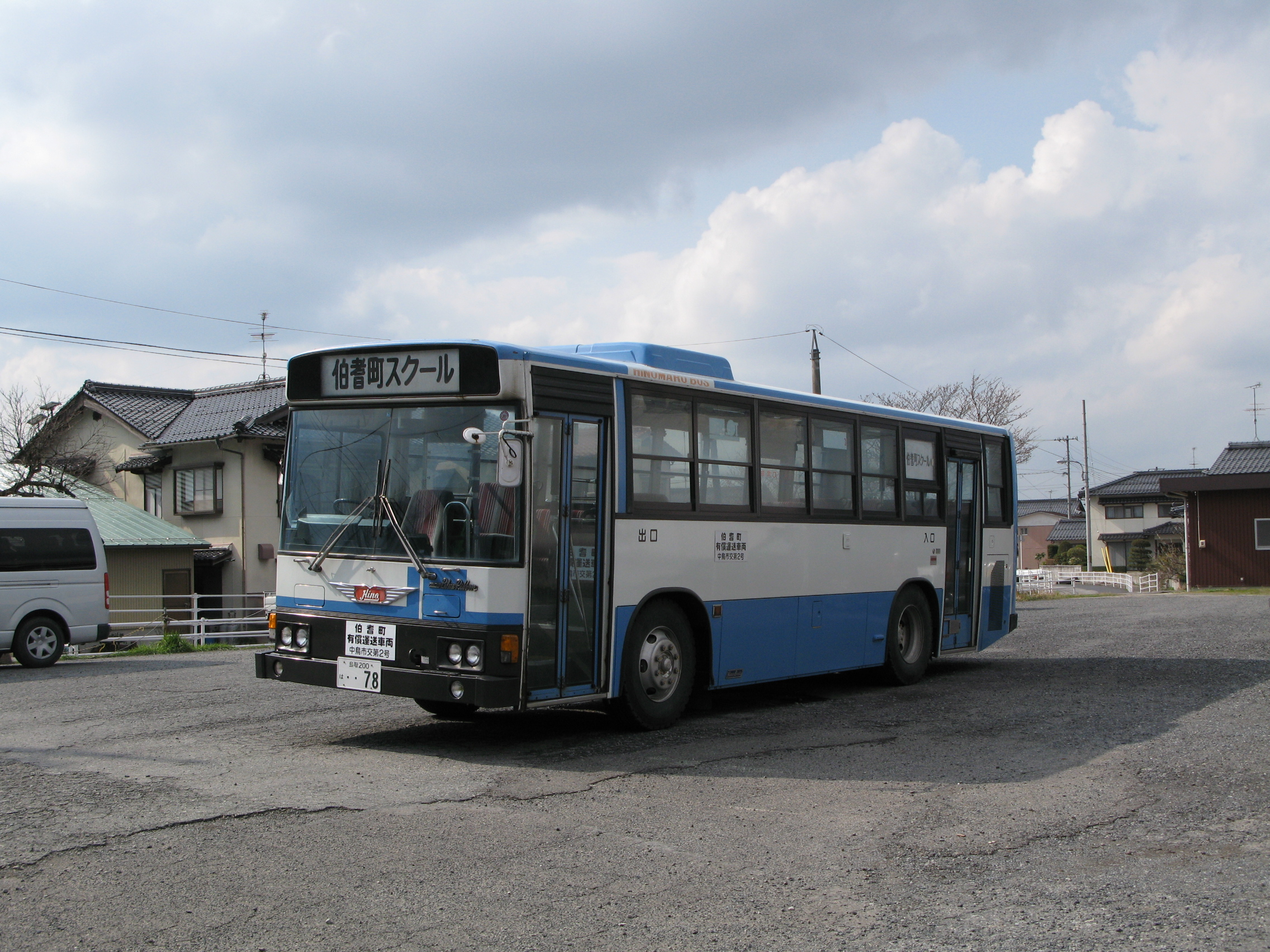
スクールバスの車両
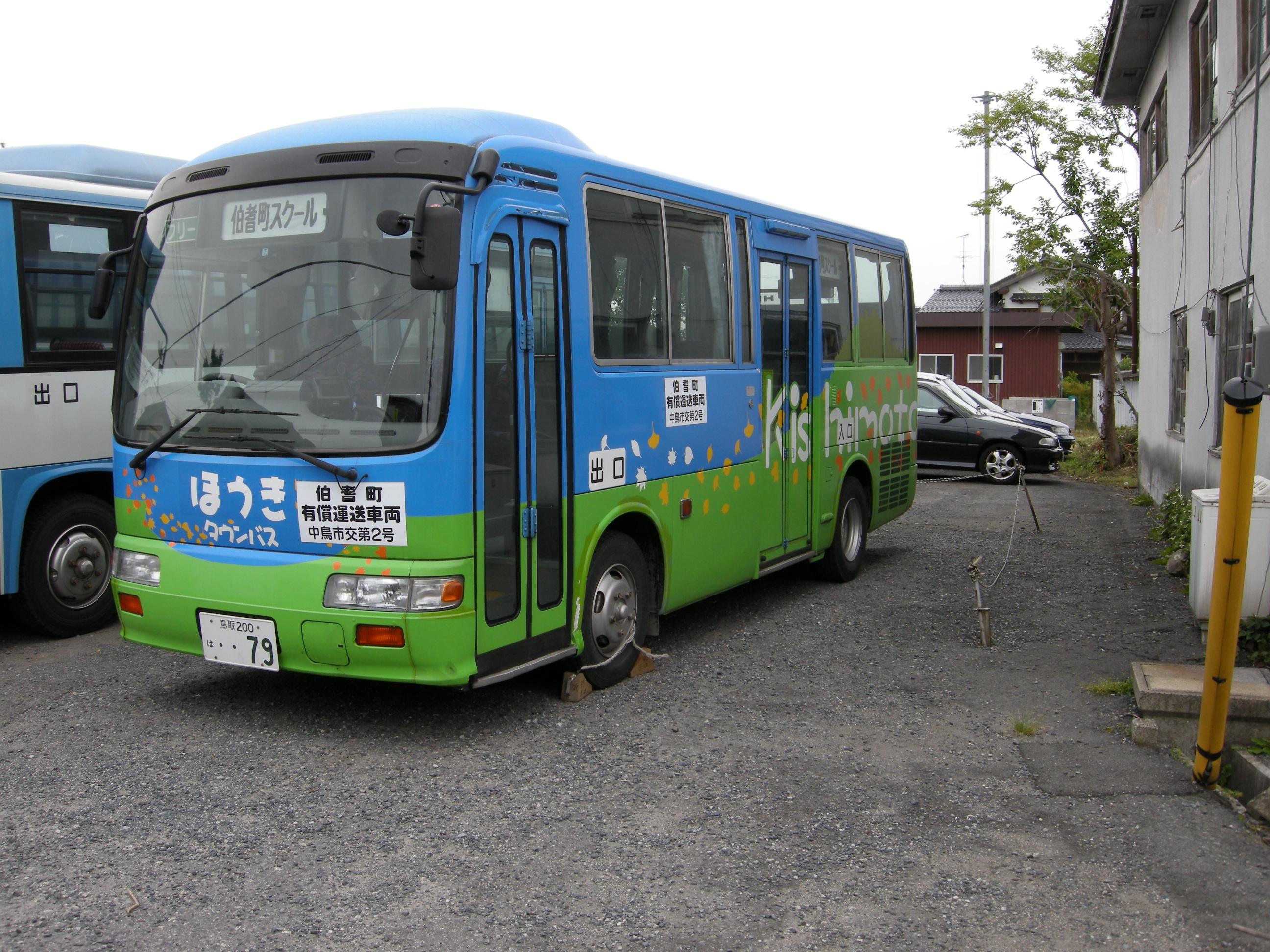
スクールバスの車両
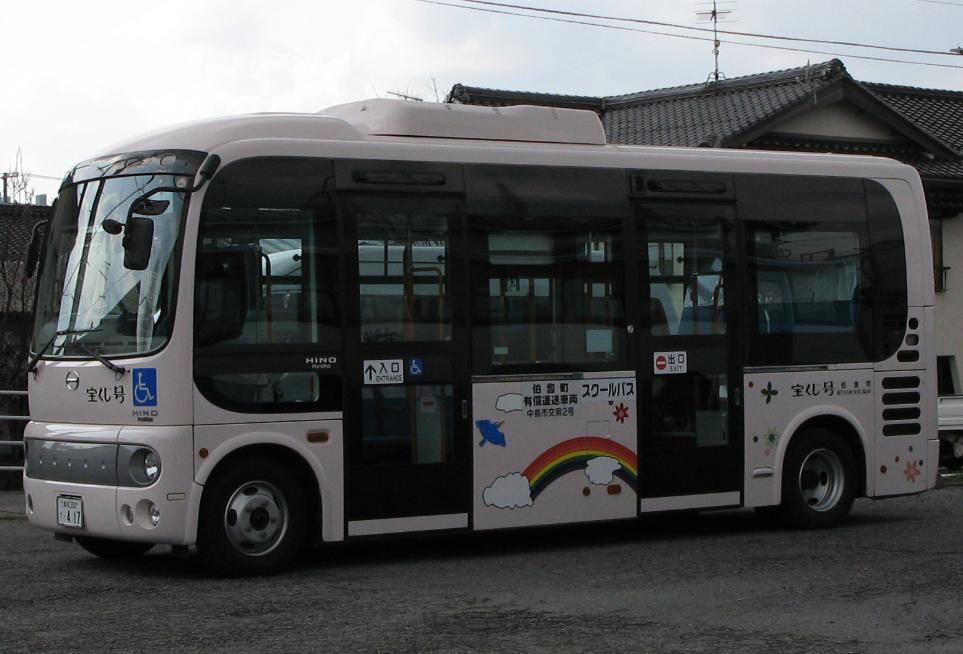
スクールバスの車両
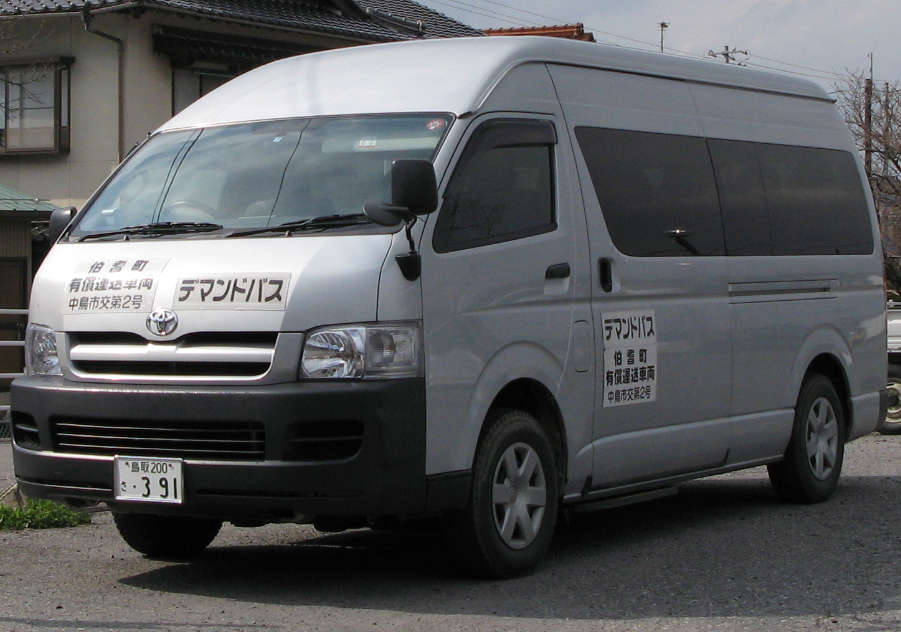
デマンドバスの車両